# Васіле Томояге
Васіле Томояге (20 січня 1964) — румунський академічний веслувальник.
Срібний призер Олімпійських Ігор 1984, 1988 років у складі розпашної двійки зі стерновим, учасник 1992 року.
Чемпіон світу 1989 року в складі розпашної четвірки зі стерновим, срібний призер 1985 року в складі розпашної двійки зі стерновим, бронзовий призер 1987 року в складі розпашної двійки зі стерновим.